# Guillaume-Henri de Saxe-Eisenach
Guillaume-Henri (10 novembre 1691, Oranjewoud – 27 juillet 1741, Eisenach) est duc de Saxe-Eisenach de 1729 à sa mort.

## Biographie
Fils de Jean-Guillaume de Saxe-Eisenach et de sa première épouse Amélie de Nassau-Dietz, Guillaume-Henri épouse en premières noces Albertine-Julienne de Nassau-Idstein le 15 février 1713. Il épouse en secondes noces Anne-Sophie-Charlotte de Brandebourg-Schwedt le 3 juin 1723. Aucun de ces mariages ne lui offre de descendance. Sa mort marque l'extinction de la lignée de Saxe-Eisenach, et son cousin Ernest-Auguste Ier de Saxe-Weimar lui succède. L'union personnelle entre Weimar et Eisenach dure jusqu'en 1809.